# هارون ودروف
هارون ودروف هو محامي وسياسي أمريكي، ولد في 12 سبتمبر 1762، وتوفي في 24 يونيو 1817. انتخب عضو جمعية نيوجيرسي العامة ‏.